# 曼斯费尔德
曼斯费尔德（德語：Mansfeld，發音：[ˈmansˌfɛlt] ⓘ）是德国萨克森-安哈尔特州曼斯费尔德-南哈茨县的城市，曾是曼斯费尔德山地县的县治，面积143.8平方千米，2023年12月31日人口为8,309人。